# Rothenfels

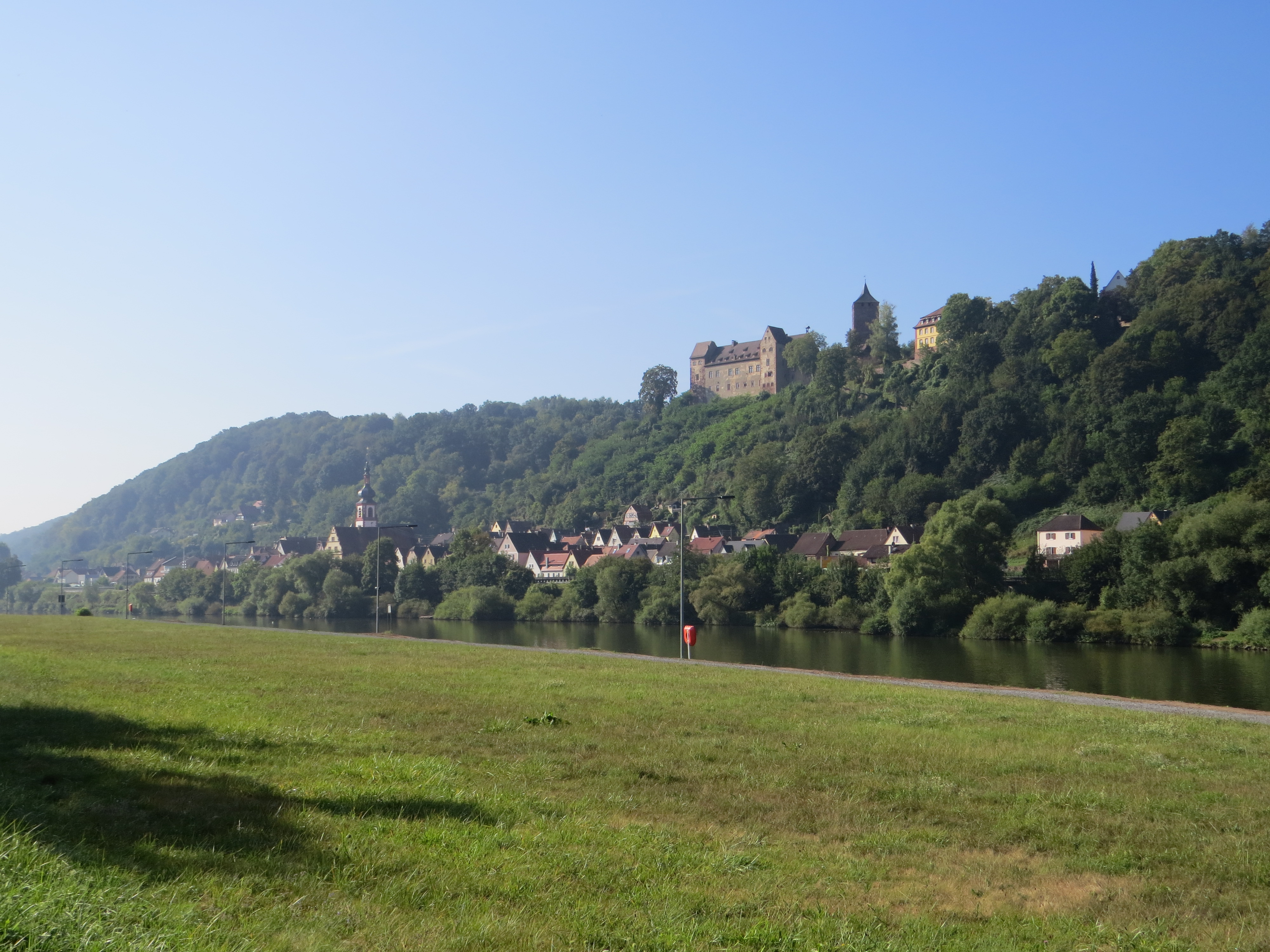
Rothenfels am Main von Nordosten

Rothenfels ist eine Stadt im unterfränkischen Landkreis Main-Spessart und ein Mitglied der Verwaltungsgemeinschaft Marktheidenfeld. Sie ist nach Einwohnern die kleinste Stadt Bayerns.

## Geografie

### Geografische Lage
Rothenfels liegt rechts des Mains zwischen Lohr am Main und Marktheidenfeld. Eingezwängt zwischen dem Fluss und einem Steilhang besteht die Stadt aus wenig mehr als einer Hauptstraße. Der topographisch höchste Punkt der Stadtgemarkung befindet sich mit 508 m ü. NHN am Dreßlingkopf, südlich von Aurora, der niedrigste liegt im Main auf 142 m ü. NHN. Seit 2006 wird der Maindamm, Teil der alten und stillgelegten Eisenbahnstrecke Lohr am Main – Wertheim, als Umgehungsstraße genutzt.
Oberhalb der Stadt befindet sich die Burg Rothenfels, an die sich der Stadtteil Bergrothenfels anschließt.

### Gemeindegliederung
Es gibt zwei Gemeindeteile:
- Rothenfels (370 Einwohner)[4]
- Bergrothenfels (642 Einwohner)[5]

### Nachbargemeinden
|                                                        | Gemeinde Neustadt am Main                   |                       |
| Fürstlich Löwensteinscher Park (Gemeindefreies Gebiet) | Kompassrose, die auf Nachbargemeinden zeigt | Stadt Marktheidenfeld |
|                                                        | Gemeinde Hafenlohr                          |                       |

## Name

### Etymologie
Der Name Rothenfels (älter auch „Rotenfels“) besteht aus den mittelhochdeutschen Wörtern rôt und velse und bedeutet roter Fels oder rote Felsen.

### Frühere Schreibweisen
Frühere Schreibweisen des Ortes aus diversen historischen Karten und Urkunden:
- 1171 Rotenuels
- 1219 Rotenuelse
- 1220 Rotenfels
- 1241 Rotinvels
- 1536 Rothenfels

## Geschichte

### Bis zur Gründung der Gemeinden
Der um 1148 im Schutz der Burg Rothenfels entstandene Ort wurde 1342 erstmals als Stadt in einer Urkunde des Mainzer Fürstbischofs von Wolfskehl erwähnt. Im Jahr 1317 hatte der Graf Ludwig von Rieneck († 1333) von Bischof Gottfried III. von Hohenlohe die Burg und den Zent Rothenfels erhalten. Die Orte Rothenfels, Bergrothenfels und Windheim schlossen sich im Jahr 1686 zu einem Gemeindeverband zusammen.
Während der Säkularisation 1803 fiel das würzburgische Rothenfels mit dem größeren Teil des Amtes Rothenfels an das Fürstenhaus Löwenstein-Wertheim-Rosenberg, 1806 an das Fürstentum Aschaffenburg. 1813 kam Rothenfels an das Königreich Bayern. 1822 wurden Bergrothenfels und Windheim aus der Gemeinde ausgegliedert und erneut selbständig.
Nach Daten der Gesellschaft für Leprakunde existierte in Rothenfels ein mittelalterliches Leprosorium, das als „alter Siechhobel“ bezeichnet wurde. Es befand sich am Pfarrgarten, seine Gründung kann allerdings nicht genauer datiert werden.

### Verwaltungsgeschichte
Im Jahr 1862 wurde das Bezirksamt Lohr am Main gebildet, auf dessen Verwaltungsgebiet Rothenfels lag. 1871 kam Rothenfels jedoch anlässlich der Reform des Zuschnitts der bayerischen Bezirksämter zum Bezirksamt Marktheidenfeld und kehrte am 1. Januar 1880 ins Bezirksamt Lohr zurück. Wie überall im Deutschen Reich wurde 1939 die Bezeichnung Landkreis eingeführt. Rothenfels war nun eine der 26 Gemeinden im Landkreis Lohr am Main. Mit der Auflösung des Landkreises Lohr am Main kam Rothenfels am 1. Juli 1972 in den neu gebildeten Landkreis Mittelmain, der zehn Monate später seinen endgültigen Namen Landkreis Main-Spessart erhielt.

### Eingemeindungen
Im Zuge der Gebietsreform in Bayern wurde am 1. Januar 1972 die Gemeinde Bergrothenfels wieder eingegliedert. Windheim gehört heute zur Gemeinde Hafenlohr.

### Einwohnerentwicklung
Im Zeitraum 2011 bis 2020 stagnierte die Einwohnerzahl, konkret fiel sie um 8 Einwohner von 1009 auf 1001.

## Religion
Rothenfels ist katholisch geprägt. Zum Dekanat Lohr (Bistum Würzburg) gehört die Pfarrei Mariä Himmelfahrt in der Kernstadt mit der Filiale St. Josef der Arbeiter in Bergrothenfels.

## Politik

### Bürgermeister
Von 1996 bis 2014 war Rosemarie Richartz (Stadtrat 96) Bürgermeisterin von Rothenfels. Seit 2014 ist Michael Gram (Unabhängige Bürger/Freie Bürger/SPD) neuer Bürgermeister. Er wurde am 15. März 2020 mit 93,4 % der Stimmen für weitere sechs Jahre bestätigt.

### Stadtrat
Die Kommunalwahlen 2002, 2008 und 2014 führten zu folgenden Sitzverteilungen im Stadtrat:
|                                     | 2002 | 2008 | 2014 |
| ----------------------------------- | ---- | ---- | ---- |
| Stadtrat 96                         | 7    | 7    | –    |
| Unabhängige Bürger/Freie Bürger/SPD | 5    | 5    | 12   |
| Gesamt                              | 12   | 12   | 12   |

Bei der Stadtratswahl am 15. März 2020 lag nur der Wahlvorschlag Freie Bürger vor, der 99,18 % der Stimmen und damit auch alle zwölf Mandate erhielt.

## Wappen
| Wappen der Stadt Rothenfels | Blasonierung: „In Gold über silbernen Wellen drei rote Felsen, der mittlere überhöht von dem roten Großbuchstaben R“ |
| Wappen der Stadt Rothenfels | |

## Sehenswürdigkeiten
In der Stadt findet man einige sehenswerte Fachwerkhäuser mit Statuen.

### Burg Rothenfels
Auf einem Felssporn über der Stadt erhebt sich die Burg Rothenfels. Als ein beliebtes Ausflugsziel zwischen Würzburg und Aschaffenburg bekannt, hat sich die Burg Rothenfels vor allem, aus der Tradition der katholischen Jugendbewegung „Quickborn“ kommend, als ein christliches Bildungs- und Tagungshaus in freier Trägerschaft einen Namen gemacht. Die Burg ist auch eine Jugendherberge des DJH.

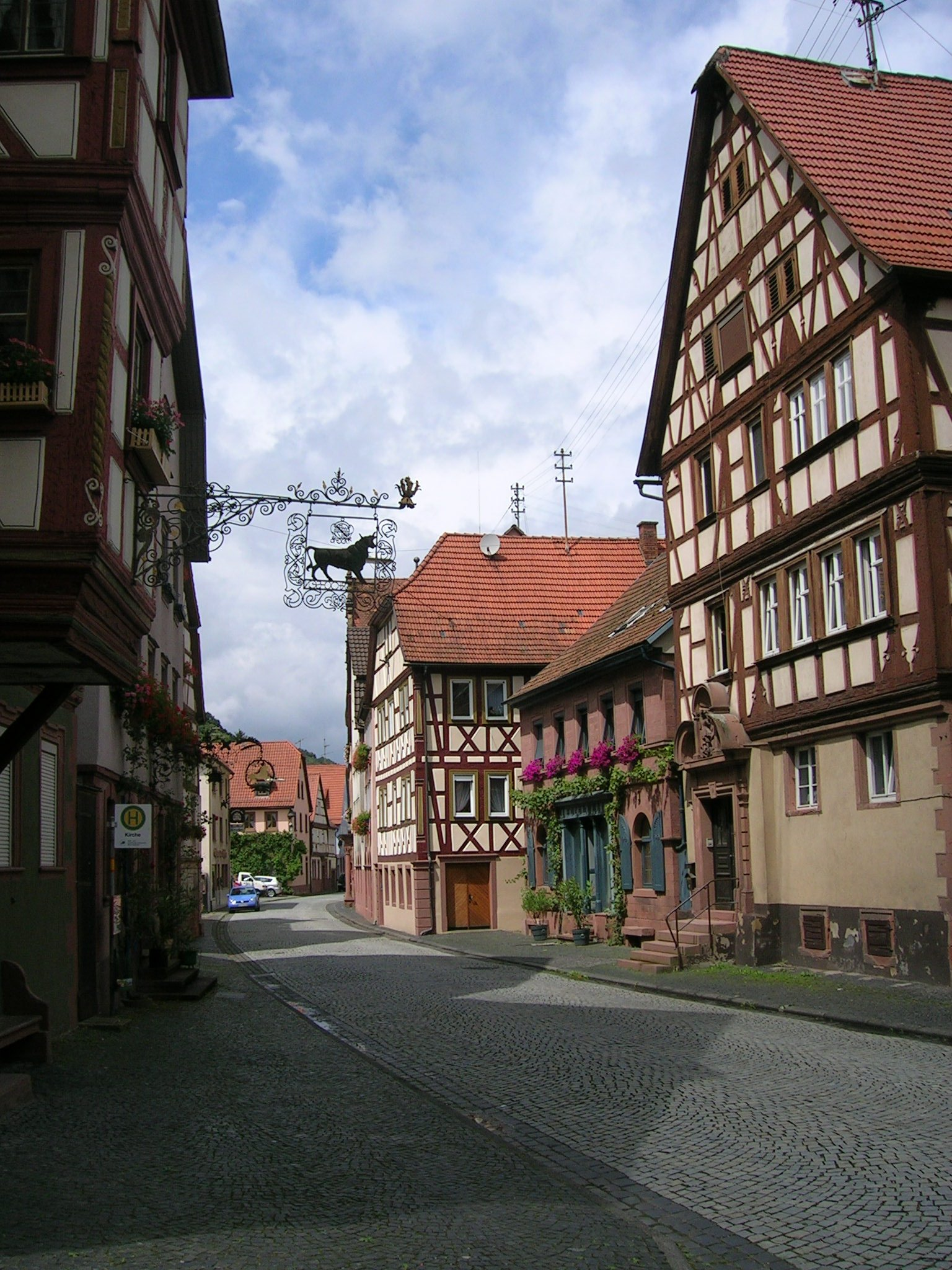
Hauptstraße
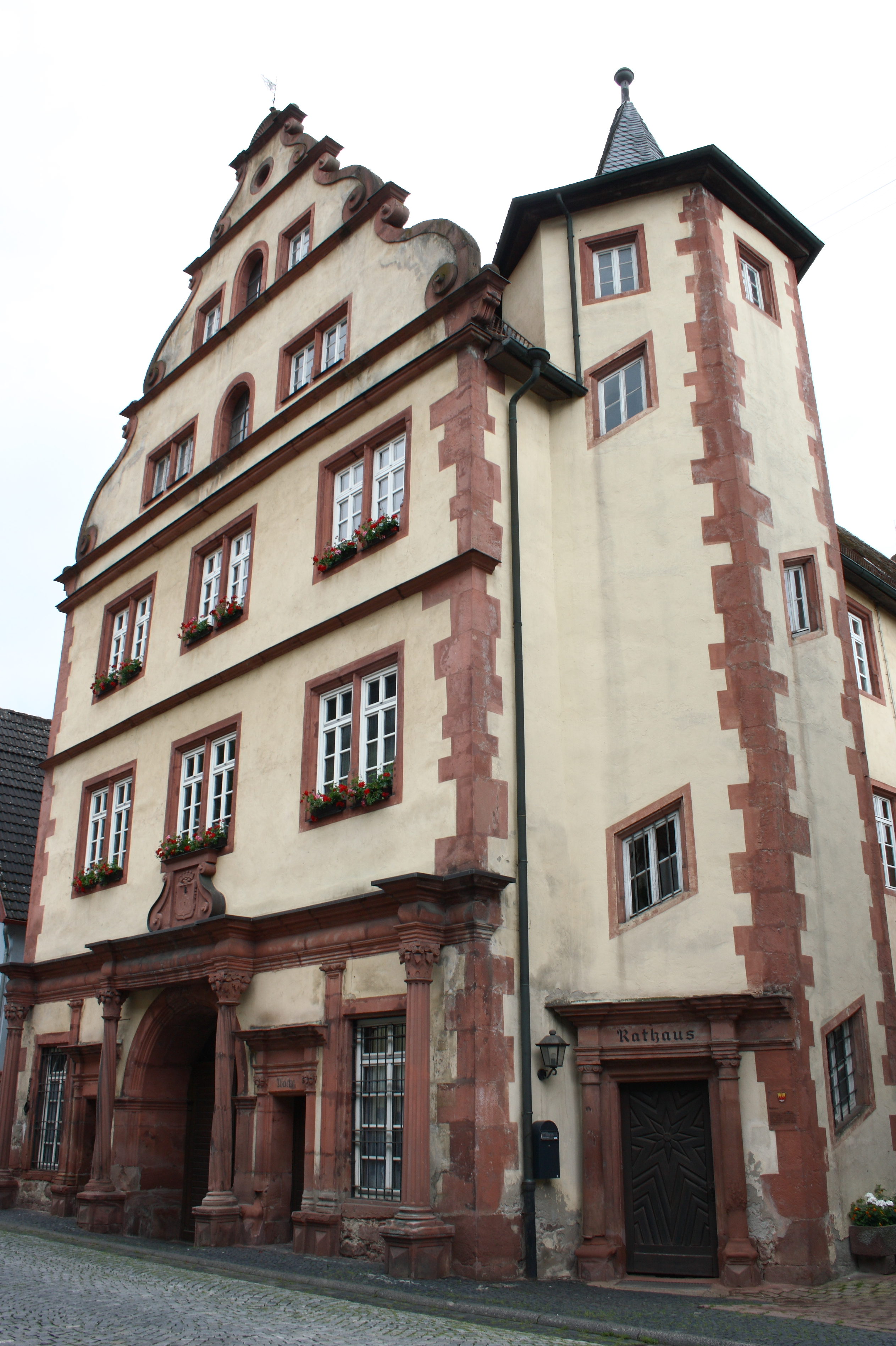
Rathaus
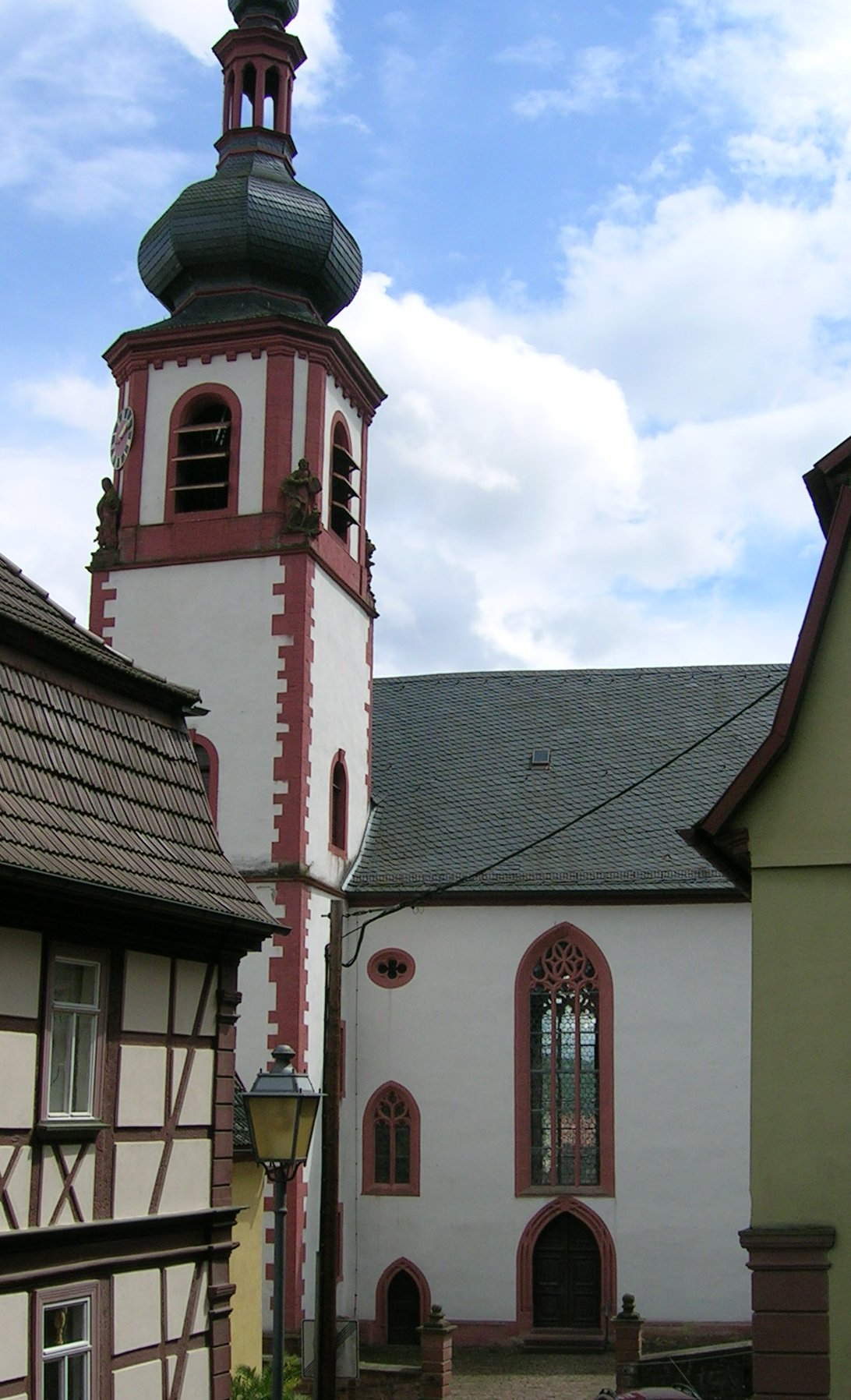
Kirche Mariä Himmelfahrt
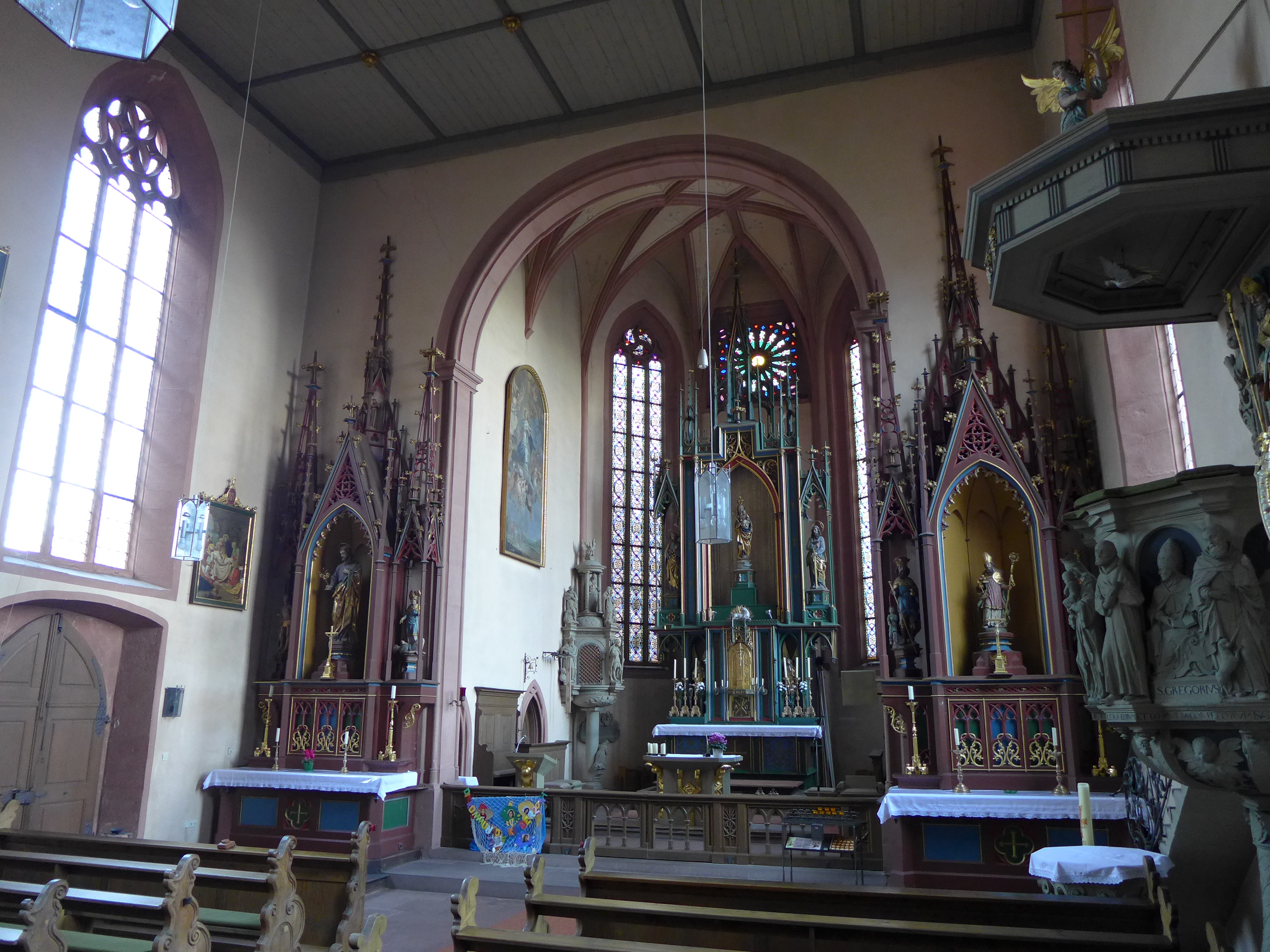
Rothenfels, Kirche, Innenansicht
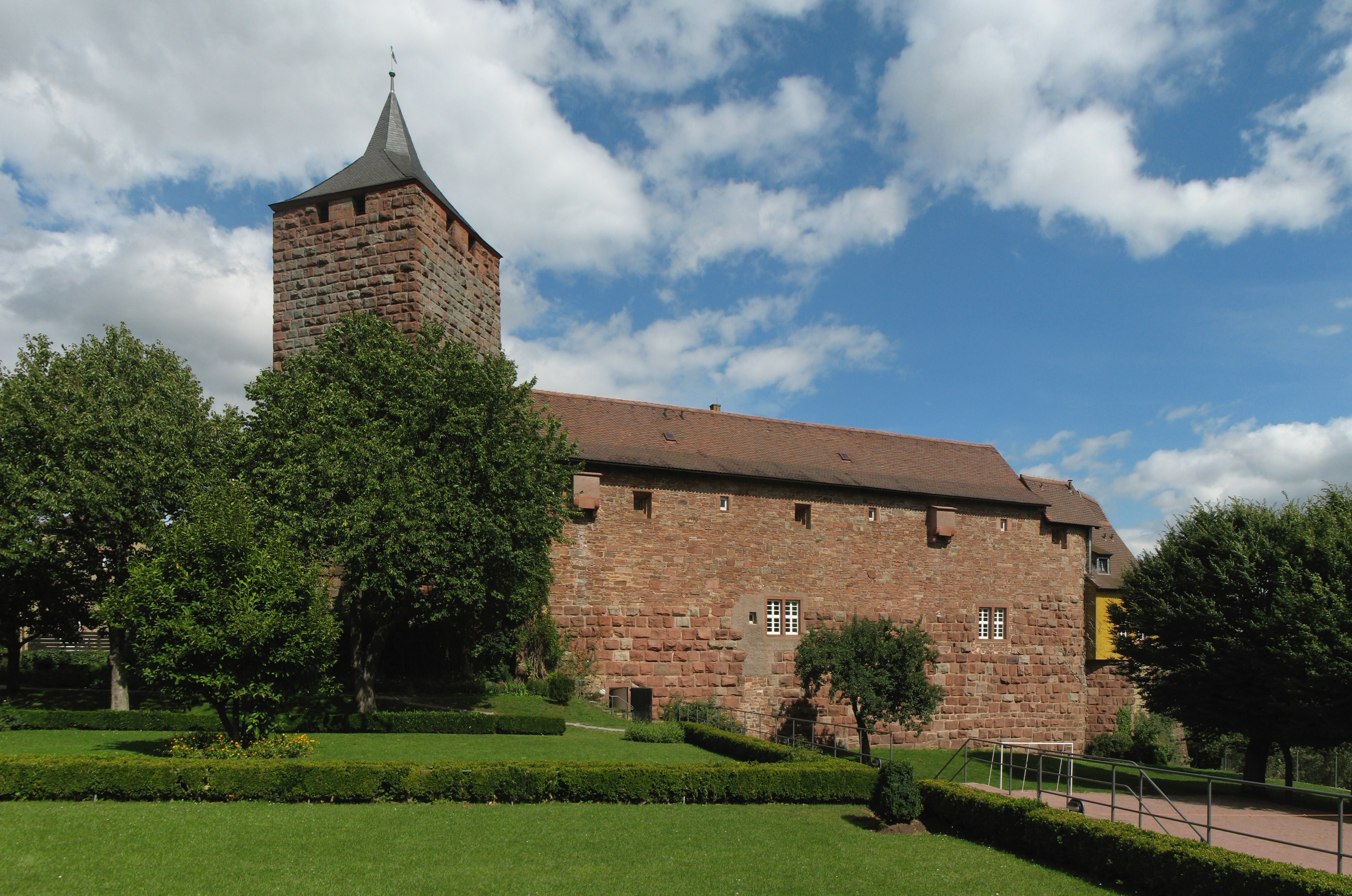
Burg Rothenfels

### Baudenkmäler
- Rathaus, erbaut 1598/99

## Wirtschaft und Infrastruktur

### Wirtschaft einschließlich Land- und Forstwirtschaft
Es gab am 30. Juni 2020 nach der amtlichen Statistik 83 sozialversicherungspflichtig Beschäftigte am Arbeitsort und 418 sozialversicherungspflichtig Beschäftigte am Wohnort. Es gab keine Betriebe im verarbeitenden Gewerbe oder im Bauhauptgewerbe, jedoch gab es 7 Beherbergungsbetriebe mit zehn oder mehr Gästebetten. Im Jahr 2020 bestanden zudem 8 landwirtschaftliche Betriebe mit einer landwirtschaftlich genutzten Fläche von insgesamt 194 ha (Stand 2016), davon waren 156 ha Dauergrünland.

### Bildung
Es gibt einen Kindergarten mit insgesamt 38 Kindergartenplätzen und 26 Kindern.

## Persönlichkeiten

### In Rothenfels geboren
- Johannes IV. Beck (1516–1562), Zisterzienserabt
- Oswald Loschert (1704–1785), Prämonstratenserabt
- Wilhelm Hepp (1764–1832), Orgelbauer
- Franz Straub (1889–1977), Polizeibeamter und SS-Führer
- Ludwig Lehner (1907–1997), Missionsarzt in der Mandschurei und Medizinaldirektor in Uffenheim

### Ehrenbürger
- Bruno Uhl (1895–1990), Kaufmann
- Pfarrer Karl Mehling (1912–1985), Stadtpfarrer, Erbauer der Kirche in Bergrothenfels